# Chrosiothes silvaticus
Chrosiothes silvaticus är en spindelart som beskrevs av Simon 1894. Chrosiothes silvaticus ingår i släktet Chrosiothes och familjen klotspindlar. Inga underarter finns listade i Catalogue of Life.